# Robert av Molesme

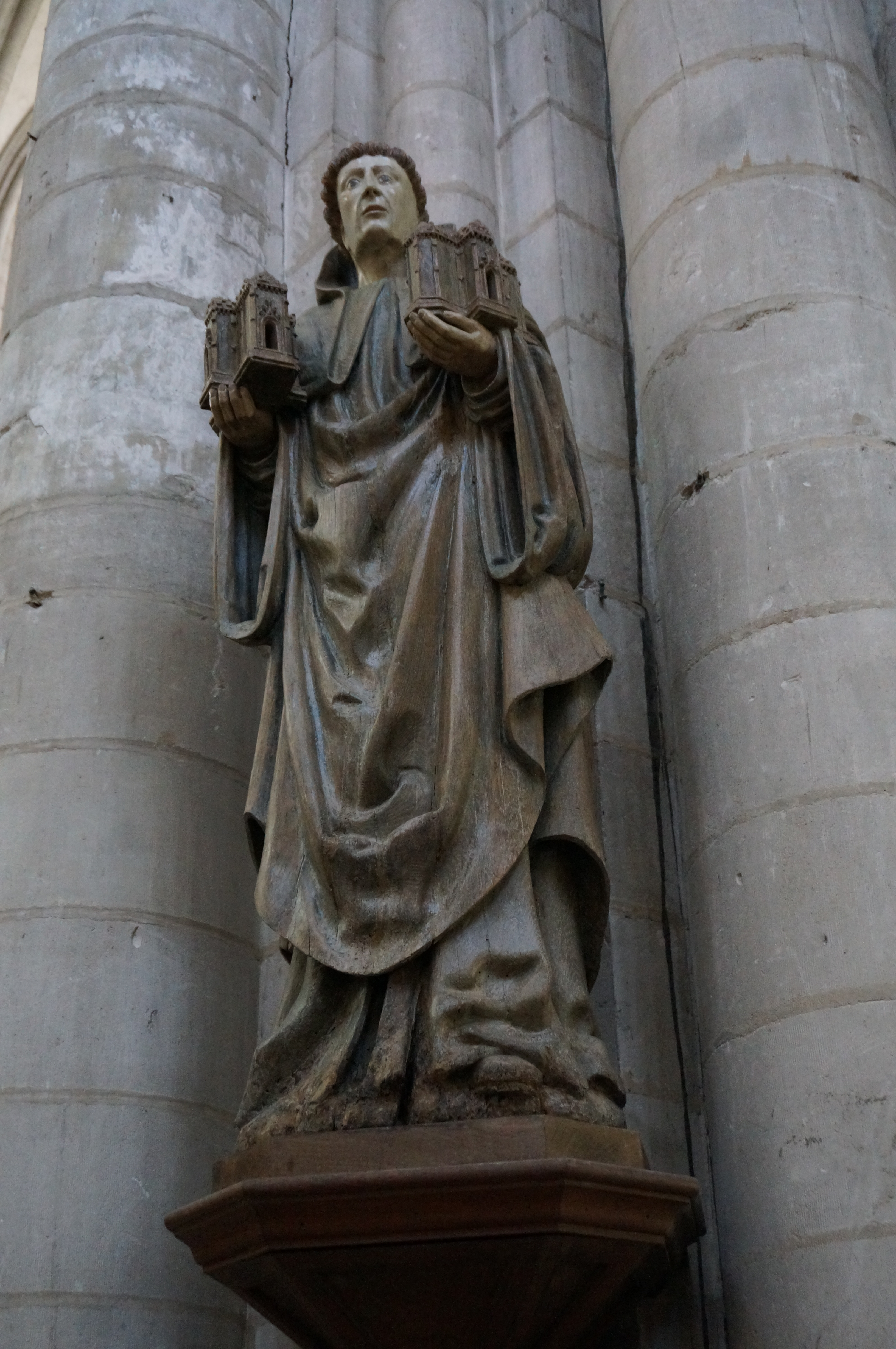
Staty i Église de la Madeleine de Troyes föreställande den helige Robert av Molesme.

Robert av Molesme, född omkring 1028 i Champagne, död 17 april 1111, brukar tillsammans med Alberik av Cîteaux och Stephen Harding anses som cisterciensordens grundare. De har numera (sedan 1965) den 26 januari som gemensam minnesdag i helgonkalendern.

### Webbkällor
- ”St. Robert of Molesme”. Catholic Encyclopedia. New Advent. http://www.newadvent.org/cathen/13097d.htm. Läst 20 december 2017.
- ”San Roberto di Molesme, abate di Citeaux”. Santi e Beati. http://www.santiebeati.it/dettaglio/51350. Läst 20 december 2017.